# Orange kantarell
Orange kantarell (Cantharellus friesii) är en svampart som beskrevs av Welw. & Curr. 1869. Orange kantarell ingår i släktet Cantharellus och familjen kantareller.  Arten är reproducerande i Sverige. Inga underarter finns listade i Catalogue of Life.

## Källor

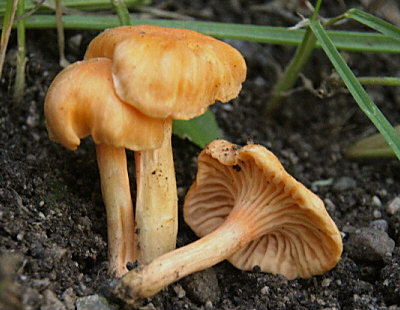
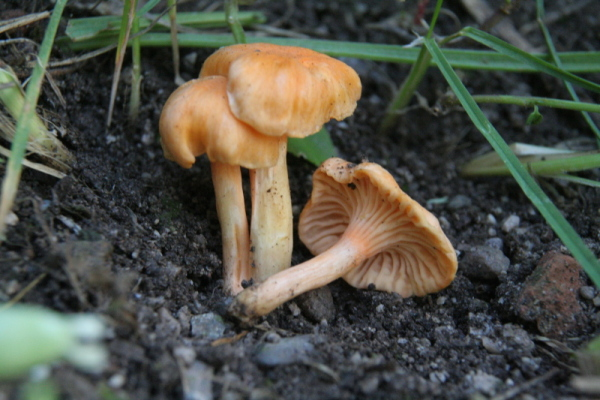